# Rura
Rura es un pueblo y nagar Panchayat situado en el distrito de Kanpur Dehat en el estado de Uttar Pradesh (India). Su población es de 16233 habitantes (2011). 

## Demografía
Según el censo de 2011 la población de Rura era de 16233 habitantes, de los cuales 8569 eran hombres y 7664 eran mujeres. Rura tiene una tasa media de alfabetización del 86,21%, superior a la media estatal del 67,68%: la alfabetización masculina es del 90,65%, y la alfabetización femenina del 81,27%.